# Hyperstromlinie
Mit Hyperstromlinien (englisch singular Hyperstreamline) kann man symmetrische, reelle Tensorfelder zweiter Stufe mit nichtnegativen Eigenwerten bildlich darstellen, analog zu Stromlinien eines Vektorfeldes. Sie wurden 1993 von Lambertus Hesselink und Thierry Delmarcelle beschrieben.
Solch eine Darstellung des Tensorfeldes durch Hyperstromlinien ist insbesondere sinnvoll, wenn einer der Eigenvektoren mit einem Teilchenstrom zusammenhängt.

## Vorgehen
Ein Tensorfeld bildet jeden Punkt des Raumes auf einen Tensor ab. Um sich diese Anordnung vorstellen zu können, ist eine Visualisierung hilfreich.
Ein symmetrischer Tensor zweiter Stufe wird durch eine quadratische, symmetrische Matrix angegeben. Die wesentliche Information steckt dabei nicht in den Einträgen der Matrix, sondern ihren Eigenvektoren und Eigenwerten. Nach dem Spektralsatz stehen die Eigenvektoren symmetrischer Matrizen aufeinander senkrecht. Man kann den Tensor also durch drei zueinander senkrechte Vektoren darstellen, deren Länge gerade die Eigenwerte sind. Negative Eigenwerte würden schon an dieser Stelle zu einem Darstellungsproblem führen, weshalb man sich auf symmetrische Tensorfelder mit nichtnegativen Eigenwerten beschränkt.
Eine mögliche Visualisierung des Tensorfeldes ist es nun, an bestimmten Raumpunkten (z. B. einem Gitter) entweder jeweils diese drei Vektoren als Pfeile darzustellen, oder durch diese Pfeile einen Ellipsoid aufzuspannen, wobei die Halbachsen der aufspannenden Ellipse Richtung der Eigenvektoren und als Länge durch die Eigenwerte gegeben sind.
Hyperstromlinien stellen das Tensorfeld hingegen nicht an Gitterpunkten dar, sondern durch Schläuche, die die oben beschriebenen Ellipsoide entlang der Richtung des ersten Eigenvektors (z. B. der mit dem größten Eigenwert) verschmieren. Die Mittellinie des Schlauches ist somit gerade die Stromlinie, das man durch das Vektorfeld des jeweils "ersten" Eigenvektors erhält. Der Querschnitt der Hyperstromlinie ist elliptisch, wobei die Halbachsen der Ellipse durch die Richtungen der beiden anderen Eigenvektoren und deren Eigenwerte gegeben sind. Da dabei die Information über den ersten Eigenwert verlorengegangen ist, kodiert man diese Länge durch unterschiedliche Farben entlang des Schlauches.

## Beispiel
Beispiel einer Eigenwertgleichung mit einer symmetrischen Matrix,
{\displaystyle {\begin{pmatrix}2&0&-1\\0&2&-1\\-1&-1&3\end{pmatrix}}{\begin{pmatrix}a\\b\\c\end{pmatrix}}=\lambda {\begin{pmatrix}a\\b\\c\end{pmatrix}}\,,}
{\displaystyle \lambda =1:\,\mathbf {e} _{1}={\frac {1}{\sqrt {3}}}{\begin{pmatrix}1\\1\\1\end{pmatrix}}\,,\ \lambda =2:\,\mathbf {e} _{2}={\frac {1}{\sqrt {2}}}{\begin{pmatrix}1\\-1\\0\end{pmatrix}}\,,\ \lambda =4:\,\mathbf {e} _{3}={\frac {1}{\sqrt {6}}}{\begin{pmatrix}1\\1\\-2\end{pmatrix}}\,.}